# Ermita de Sant Roc (Altea)
L'ermita de Sant Roc és una ermita situada a Altea (la Marina Baixa). Va ser erigida al segle xix. La nau té la sagristia adossada i mesura 7 per 6 m. Les festes de Sant Roc se celebren el primer diumenge d'agost.